# Badenella badeni
Badenella badeni är en skalbaggsart som först beskrevs av Bates 1875.  Badenella badeni ingår i släktet Badenella och familjen långhorningar. Inga underarter finns listade.